# François Rivière (rugby, 1912-1987)
Pour les articles homonymes, voir Rivière (homonymie) et François Rivière (homonymie).
Pas d'image ? Cliquez ici

a Compétitions nationales et continentales officielles uniquement.

François Rivière, né le 6 avril 1912 à Pézenas (Hérault) et mort le 15 mars 1987 à Menton (Alpes-Maritimes), est un joueur français de rugby à XV et de rugby à XIII, évoluant au poste de troisième ligne des années 1930 à 1950.
Enfant de Pézenas, il pratique dès son plus jeune âge le rugby à XV au sein du club de sa ville le Stade piscenois. Adulte, il joue deux saisons à la Section paloise puis trois à l'A.S. Béziers. En 1938, il change de code de rugby et adopte le rugby à XIII. Il signe pour le club perpignanais du XIII Catalan remportant la Coupe de France en 1939.  La Seconde Guerre mondiale éclate et interrompt sa carrière, accompagnée d'une interdiction du rugby à XIII.
Durant la guerre, il est affecté au Collège national des Moniteurs d'Antibes et joue pour le R.C. Nice en rugby à XV, seul code de rugby autorisé durant la guerre. Il est également finaliste de la Coupe nationale en 1942 avec la sélection du « Littoral-Provence ».
À la Libération, il renoue avec le rugby à XIII et s'engage comme entraîneur-joueur du S.O. Avignon, club de rugby qui rejoint aussi le rugby à XIII à la sortie de la guerre. Il emmène le club en finale de la Coupe de France en 1947.

## Biographie
François Rivière naît le 6 avril 1912 à Pézenas dans le département français de l'Hérault.
Il meurt le 15 mars 1987 à Menton dans les Alpes-Maritimes.

## Palmarès

### Rugby à XV
- Collectif :
  - Finaliste de la Coupe nationale : 1942 (« Littoral-Provence »).

### Rugby à XIII
- Collectif :
  - Vainqueur de la Coupe de France : 1939 (XIII Catalan).
  - Finaliste de la Coupe de France : 1947 (Avignon).